# Canis himalayensis
Espèce
Statut CITES
Statut de conservation UICN

 VU IUCN3.1 : Vulnérable
Canis lupus himalayensis, également appelé loup de l'Himalaya et loup tibétain, Canis lupus chanco, désigne une sous-espèce de ''canis lupus'' vivant dans les hautes altitudes de l'Inde, du Népal et du Tibet. Cette population a longtemps rattachée au loup iranien (Canis lupus pallipes) mais des études récentes suggèrent qu'il constitue une sous-espèce à part entière, de même que Canis lupus indica. Ce loup est persécuté et est en voie de disparition.
Le loup de l'Himalaya est plus petit que le loup gris commun (Canis lupus lupus), possède une fourrure plus épaisse, un museau plus long et des pattes plus puissantes. Il possède des gènes d'adaptation à l'hypoxie, renforçant son cœur et la quantité d'oxygène délivrée par le sang.